# Арнальдс, Оулёф
Оулёф Арнальдс (исл. Ólöf Arnalds; род. 4 января 1980 года) — исландская певица, исполняющая собственные произведения в жанре инди-рок. В 1988—2002 годах Оулёф училась играть на скрипке и других музыкальных инструментах (включая гитару, альт и чаранго), а в 2002—2006 годах училась в Исландской академии искусства. С 2003 года участвовала в турах исландской группы Múm, а также сотрудничала с Mugison, «Slowblow», а начиная с 2010 года с певицей Бьорк. Последняя, говоря о Оулёф, как-то сказала, что её голос среднее между голосом ребёнка и старой женщины.
Хотя Оулёф сравнивают с Вашти Буниан, Джуди Силл и Кейт Буш, её стиль заметно отличается: игривый, но интимный; доступный и веселый.
Двоюродный брат Оулёф — музыкант Оулавюр Арнальдс.

## Биография
Оулёф Арнальдс родилась в 1980 году в Рейкьявике. С восьми лет училась играть на различных музыкальных инструментах, а с пятнадцати лет выступала в разных группах Исландии. В 2002 году училась вокалу у одного из самых известных преподавателей Исландии, Рут Литтл Магнуссона. Её первый альбом Við og Við, песни которого были исполнены в традиционном стиле трубадуров, вышел в 2007 году под лейблом 12 Tónar, а потом был распространён по всему миру лейблом One Little Indian. Альбом был записан певцом известной группы Сигур Рос, Кьяртаном Свейнссоном, в студии группы «Sundlaugin» в Аулафоссе. Альбом завоевал популярность в Европе и Северной Америке среди фанатов исландского фолка и инди-рока.
Успех первого альбома вдохновил Оулёф написать второй — Innundir Skinni, который тоже был записан в студии «Sundlaugin», и был продюсирован Кьяртаном Свейнссоном и Давидом Тор Йоунссоном.
В сентябре 2010 года вышел альбом певицы под названием Innundir skinni. А в начале сентября Олоф выступала с концертами в Нидерландах и Великобритании, а потом в Бельгии, Германии и во Франции.

## Сотрудничество
Оулёф Арнальдс долгое время участвовала в турах группы Mum, а начав сольную карьеру, продолжала сотрудничать с этой группой, а также сотрудничала с группой «Сигур Рос» и с Бьорк. Группа «Сигур Рос» помогла записать два её альбома, а в 2010 году вышла новая песня «Surrender», которую Оулёф исполняет совместно с Бьорк. В альбоме Скули Сверриссона, Sería, который вышел в 2006 году, Оулёф исполнила собственные песни «Geislar hennar», «Sungið ég gæti» и «Vaktir þú».

## Альбомы
- Við og Við (2007 год). Название альбома переводится с исландского языка как ‘Мы и мы’. Альбом посвящён семье Оулёф.
- Innundir skinni (сентябрь 2010 года, виниловая версия вышла в июле). В переводе с исл. яз. — ‘под кожей’. Альбом был написан и записан, когда Оулёф была беременна.